# Kerem Şener
Kerem Şener (Konak, 2003) è un ginnasta turco.

## Biografia
È membro dello Şavkar Gymnastics Sport Club di Smirne.
Ha vinto la medaglia d'oro nell'evento delle parallele nella divisione JU16 del 4º Campionato mediterraneo di ginnastica tenutosi ad Atene, in Grecia, il 27-29 settembre 2019. Con i suoi compagni di squadra Bora Tarhan, Tamer Aguş e Hasan Bulut ha vinto l'oro all'International Junior Team Cup 2019 tenutosi a Berlino, in Germania, il 5-6 aprile. Ha partecipato ai Mondiali junior a Győr, in Ungheria, il 27-30 giugno 2019.
Agli europei di Monaco di Baviera 2022 ha guadagnato il bronzo nel concorso a squadre con i compagni Ferhat Arıcan, Ahmet Önder, Adem Asil e Mehmet Ayberk Koşak.
Agli europei individuali di Adalia 2023 ha ottenuto l'argento nel concorso a squadre, con la stessa formazione degli europei di Monaco di Baviera.

## Palmarès
- Europei

Monaco di Baviera 2022: bronzo nel concorso a squadre;
- Europei individuali

Adalia 2023: argento nel concorso a squadre;